# 肝炎対策基本法
肝炎対策基本法（かんえんたいさくきほんほう、平成21年12月4日法律第97号）は、肝炎患者への支援と医療体制の整備に関する法律である。

## 概要
この法律は、肝炎対策に関し、基本理念を定め、国、地方公共団体、医療保険者、国民及び医師等の責務を明らかにし、並びに肝炎対策の推進に関する指針の策定について定めるとともに、肝炎対策の基本となる事項を定めることにより、肝炎対策を総合的に推進することを目的とする。この法律に基づき、厚生労働省に「肝炎対策推進協議会」が設置された。